# Notre Dame de la Croix de Ménilmontant

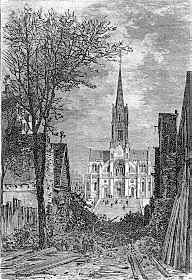
Kościół w 1869, wkrótce po zakończeniu budowy

Kościół Notre Dame de la Croix de Ménilmontant - katolicki kościół eklektyczny w dzielnicy Ménilmontant, w 20. okręgu paryskim. 

## Historia
Wieś Ménilmontant do połowy XIX w. należała do parafii w pobliskim Belleville, jednak w pierwszej połowie XIX w., gdy ta spokojna dotąd wieś nagle stała się ogromną dzielnicą robotniczą, koniecznością stała się budowa nowego kościoła. W 1823 została wybudowana kaplica nosząca identyczne wezwanie jak obecny kościół. W miarę upływu lat i ona okazała się jednak zbyt mała (mieściło się w niej jedynie 400 wiernych). O wyborze patronki kościoła przesądziła znajdująca się w nim cudowna rzeźba Maryi z Menilmontant, obecnie zaginiona. 
Prace nad nowym kościołem rozpoczęto w 1863 r., równolegle kontynuując prace budowlane. Jednak już rok później, w czasie Komuny Paryskiej, w której robotnicy Belleville i Ménilmontant wzięli masowy udział, obiekt zaadaptowano na klub polityczny i to tutaj 6 maja 1871 przeprowadzono głosowanie nad losem zakładników wziętych przez komunardów, decydując o ich rozstrzelaniu. Po upadku Komuny podjęto na nowo prace budowlane, a w 1874 r. kościół otrzymał organy autorstwa Aristide'a Cavaillé-Colla, słynnego konstruktora organów, uważane za najbardziej udany z jego instrumentów. 

## Architektura
Kościół posiada 97 metrów długości, 38 - szerokości, 20 metrów wysokości w nawie. Wolnostojąca dzwonnica osiąga rozmiar 78 metrów. Obiekt łączy w sobie cechy stylów neoromańskiego i neogotyku. Wejście do kościoła wiedzie poprzez troje drzwi, środkowe z imponującym neoromańskim portalem. Fasada obiektu jest jednowieżowa. Znajdują się na niej trzy rozety, po jednej nad każdym wejściem, przy czym środkowa z nich, dekorowana bogatym maswerkiem i płaskorzeźbami, stanowi centrum fasady. Ponad nią znajdują się dwa ażurowe neoromańskie hełmy. Wieża zwieńczona jest iglicą, jednak umieszczone na niej okna i podpierające je kolumny również naśladują styl romański. Konstrukcja obiektu oparta jest na łukach odporowych. 